# Тимофеєв Юрій Васильович
Ю́рій Васи́льович Тимофеєв (нар. 3 листопада 1949, Ковель) — радянський футболіст, який виступав на позиції воротаря. Відомий виступами за низку українських команд радянської другої ліги та класу «Б», найбільше за луцьке «Торпедо». Після закінчення виступів на футбольних полях — український футбольний тренер, який працює з командами футболістів з обмеженими можливостями, є одним із тренерів Паралімпійської збірної України з футболу. Заслужений тренер України, Заслужений працівник фізичної культури і спорту України, кавалер орденів «За заслуги» і князя Ярослава Мудрого.

## Клубна кар'єра
Юрій Тимофеєв народився у Ковелі, та є вихованцем місцевої ДЮСШ. Розпочав виступи у командах майстрів молодий футболіст у 1968 році в новоствореній команді класу «Б» «Шахтар» з Нововолинська. Наступного року нововолинська команда припинила виступи в лізі майстрів, і Тимофеєва запросили до головної команди області — луцького «Торпедо». Проте в кінці сезону за невдалі виступи луцький клуб вирішено було розформувати, та набрати нових гравців, тому Юрій Тимофеєв покинув клуб. У 1970 році він грав за аматорський клуб львівського ЛВВПУ, а з 1971 до 1974 року грав у складі аматорського «Буревісника» з Тернополя. У кінці 1974 року повернувся до виступів у команді майстрів, та грав за тернопільський «Будівельник». У 1976 році Тимофеєв став гравцем житомирського «Автомобіліста». У 1977 році футболіст повернувся до виступів у складі луцького «Торпедо». Два роки, у сезонах 1977 і 1978 років він був основним воротарем луцької команди, проте пізніше втратив місце основного воротаря, і після сезону 1980 року завершив виступи на футбольних полях.

## Тренерська кар'єра
Після закінчення кар'єри гравця Юрій Тимофеєв деякий час працював тренером луцького «Торпедо», пізніше працював тренером у обласній ДЮСШ. З 1994 року Тимофеєв працює в луцькому центрі «Інваспорт» тренером футбольної команди гравців із порушенням опорно-рухового апарату (дитячий церебральний параліч). За час тренерської роботи луцька команда футболістів із ДЦП стала однією з кращих в Україні, неодноразовим призером першостей України. З 2000 року Юрій Тимофеєв працює одним із тренерів збірної України з футболу серед гравців з ураженням опорно-рухового апарату, в перший же рік допомігши збірній стати срібним призером Паралімпіади. Пізніше збірна ставала також чемпіоном Європи у 2002 році, чемпіоном світу в 2003 році та уперше чемпіоном Паралімпіади в 2004 році. Надалі виступ нашої команди був таким же успішним, збірна за участю волинського тренера ставала переможцем чемпіонату Європи, призером чемпіонату світу та переможцем Літньої Паралімпіади 2008 року. У 2012 році на Паралімпіаді українська збірна здобула србні медалі, а на Паралімпіаді 2016 року знову повернула собі золоті медалі. У 2017 році збірна України знову стала чемпіоном світу за участі луцького тренера. Юрій Тимофеєв також є особистим тренером двох паралімпійських чемпіонів Олексія Гетуна і Юрія Шевчика.

## Нагороди та відзнаки
Юрію Тимофеєву присвоєно звання Заслуженого тренера України та Заслуженого працівника фізичної культури і спорту України. Юрій Тимофеєв є кавалером трьох ступенів ордена «За заслуги», а також ордена князя Ярослава Мудрого IV і V ступенів.